# Bomba Eaton

Un Gerotor, la imagen no muestra la entrada ni la salida del fluido. Una bomba tipo Eaton es una variante de este sistema.

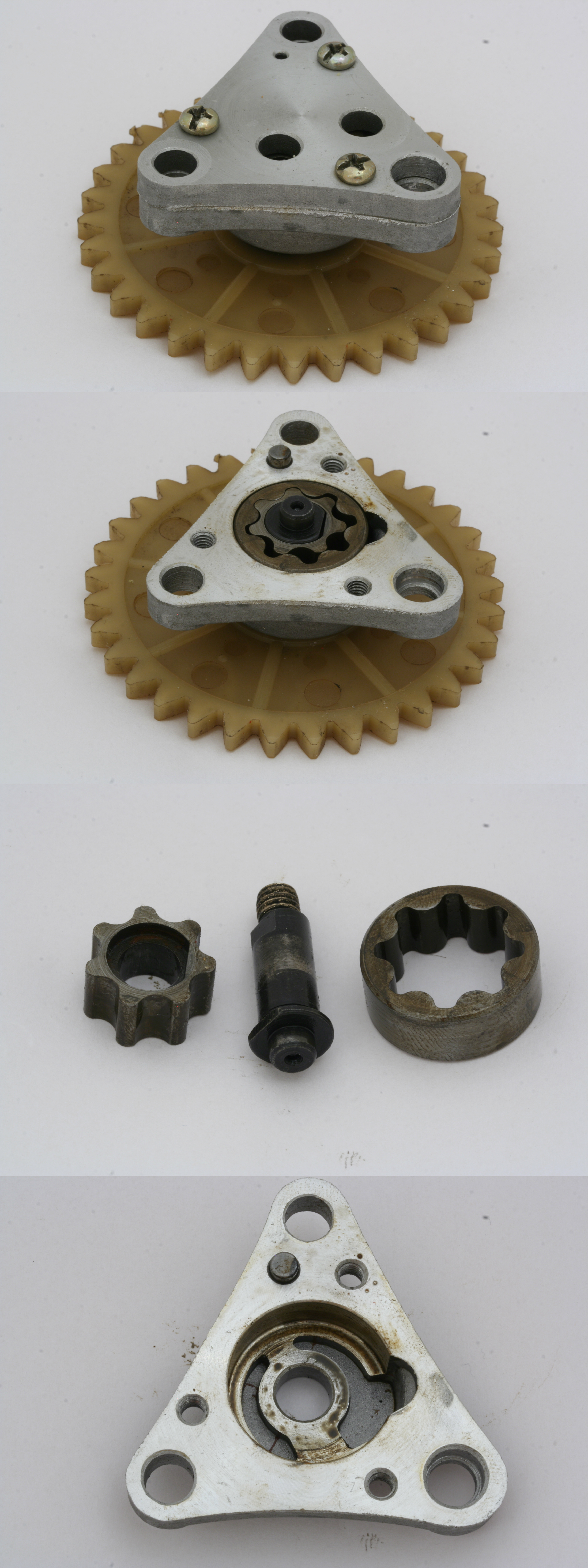
Bomba de aceite de un motor de scooter del tipo Eaton desmontada. Engranaje interno de 7 lóbulos, engranaje externo de 8 lóbulos.

Una bomba de aceite tipo Eaton era la denominación habitual de una bomba de aceite para motores de combustión interna diseñada según los principios de una bomba gerotor o trocoidal. Otra designación es la de "bomba de rotor excéntrico", contrapuesta a las bombas de engranaje o de paletas para hacer el mismo cometido.

## Historia
Las bombas Gerotor se remontan al año 1927 cuando Myron Francis Hill ( miembro de las instituciones Society of Naval Architects and Marine Engineers, N. Y. Academy of Sciences, y Harvard Engineering Society) publicó el libro “Kinematics of gerotors”. En esta obra mencionaba los trabajos previos de Galloway (1787), de Nash y Tilden (1879), de Cooley (1900) , del profesor Lilly de la Dublin University (1915) y de Feuerheed (1918). Estos investigadores estudiaron bombas de desplazamiento positivo basadas en el movimiento relativo interno de una rueda dentada exteriormente respecto de una rueda exterior (con dentado interior) con un diente más que la rueda interior. Se trataba de bombas de engranaje con dentado clásico (forma de los dientes similar a la de las ruedas dentadas usadas en transmisión de potencia).
Myron Hill propuso otra forma de los “dientes” basada en las curves trocoidals. Y denominó está variando Ge-Rotor ( de “Generated Rotor”, rotor generado). El año 1947 publicó un segundo libro: “Kinematics of Gerotors, Rotoids and Gears."
Algunas de las patentes de Myron Hill sobre el tema serían las siguientes:
- Uno.S. Patente 1,682,563 (1928)
- Uno.S. Patente 2,011,338 (1922)
- Uno.S. Patente 2,091,317 (1934)

Un sistema gerotor, un gerotor, puede funcionar con líquidos y gases. Si recibe potencia funciona como una bomba o compresor (dando presión al fluido). Si el que recibe es un fluido a presión funciona como un motor. Se trata de un mecanismo reversible.

### La firma Eaton se introduce en Europa
El año 1946 la compañía americana Eaton compró una parte minoritaria de las acciones de la compañía inglesa Hobourn.

## Ejemplos de uso de la denominación
En libros técnicos la expresión “bombea del tipo Eaton”, referida a bombas de aceite para lubricación de los motores es relativamente frecuente. Algunos ejemplos a continuación:
- 1992: How tono Restore Your BMW Twin, 1955-1985, Mick Walker.[3]
- 1999: Moto Guzzi Twins Restoration, Mick Walker.[4]
- 2002: Le véhicule automobile: Structure, motorisation te ses périphériques, systèmes électriques; Jean Reynaud, Christian Babillon.[5]
- 2008: How tono Build Motorcycle-engined Racing Caros, Tony Pashley.[6]
- 2016. Empresa italiana TUTTO RETTIFICHE.

## Casos particulares documentados

### Citroën 2CV
Desde 1963 el Citroën 2CV montó una bomba de aceite tipo Eaton. De 4 lóbulos internos / 5 lóbulos externos.

### Mini
En los automóviles Mine, desde el año 1961, la bomba del aceite del motor era del tipo Eaton. había dos suministradores: Houborn-Eaton y Concentric.
había modelos con rotor central de 3 lóbulos y otros con 5 lóbulos.

### Motos BMW

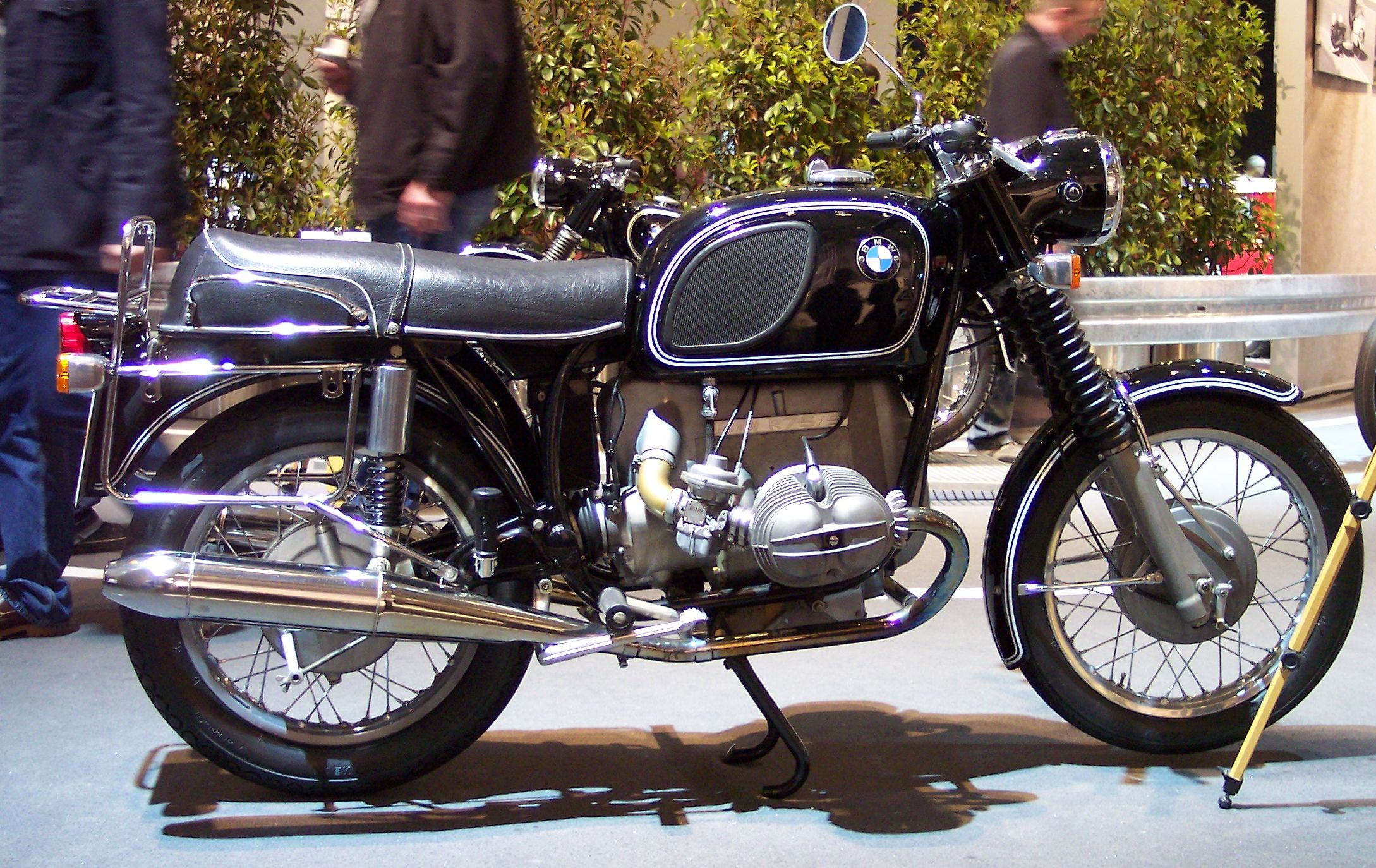
BMW R75-5

El año 1970 la fábrica BMW lanzó la serie 5 de motocicletas. La antigua bomba de aceite de engranajes fue sustituida por una bomba de tipo Eaton también llamada trocoidal (de hecho habría que concretar y decir “hipotrocoidal”) o de rotor.
Aquellas bombas tenían 4 lóbulos centrales y 5 a la periferia.
Fue la primera marca de motocicletas al usar este tipo de bombas de aceite.

### Lotus Elan 1962-1973
Los automóviles deportivos Lotos Elan podían ir equipados con dos modelos de bombas. Ambos modelos estaban fabricados por la firma Hobourn-Eaton y eran del tipo bi-rotor.